# Ciclone Akash
O ciclone Akash (Designação do JTWC: 01B, também conhecido como tempestade ciclônica Akash) foi o primeiro ciclone tropical nomeado da temporada de ciclones no Oceano Índico norte de 2007. O ciclone formou-se de uma área de distúrbios Meteorológicos no Golfo de Bengala em 12 de Maio e organizou-se gradualmente assim que se deslocava para o norte. Um olho começou a se formar no centro do sistema assim que Akash se aproximava da costa, depois de alcançar o pico de intensidade, com ventos constantes (3 minutos sustentados) de 85 km/h, o sistema atingiu a costa a cerca de 115 km ao sul de Chittagong, em Bangladesh. Akash rapidamente se enfraqueceu sobre terra e os avisos sobre o ciclone foram interrompidos em 15 de Maio.
O ciclone trouxe inicialmente chuvas torrenciais para as Ilhas Andaman e Nicobar. Depois de atingir Bangladesh, a tempestade ciclônica Akash produziu maré de tempestade moderada, associado com ventos fortes e chuvas torrenciais. A tempestade deixou dezenas de barcos desaparecidos. O ciclone também matou três pescadores, entretanto, outras cinqüenta ainda estão desaparecidas. Perto da costa, milhares de residências foram danificadas devido às enchentes causadas pela tempestade. Em Mianmar, a maré ciclônica causou alguns alagamentos costeiros.

## História meteorológica

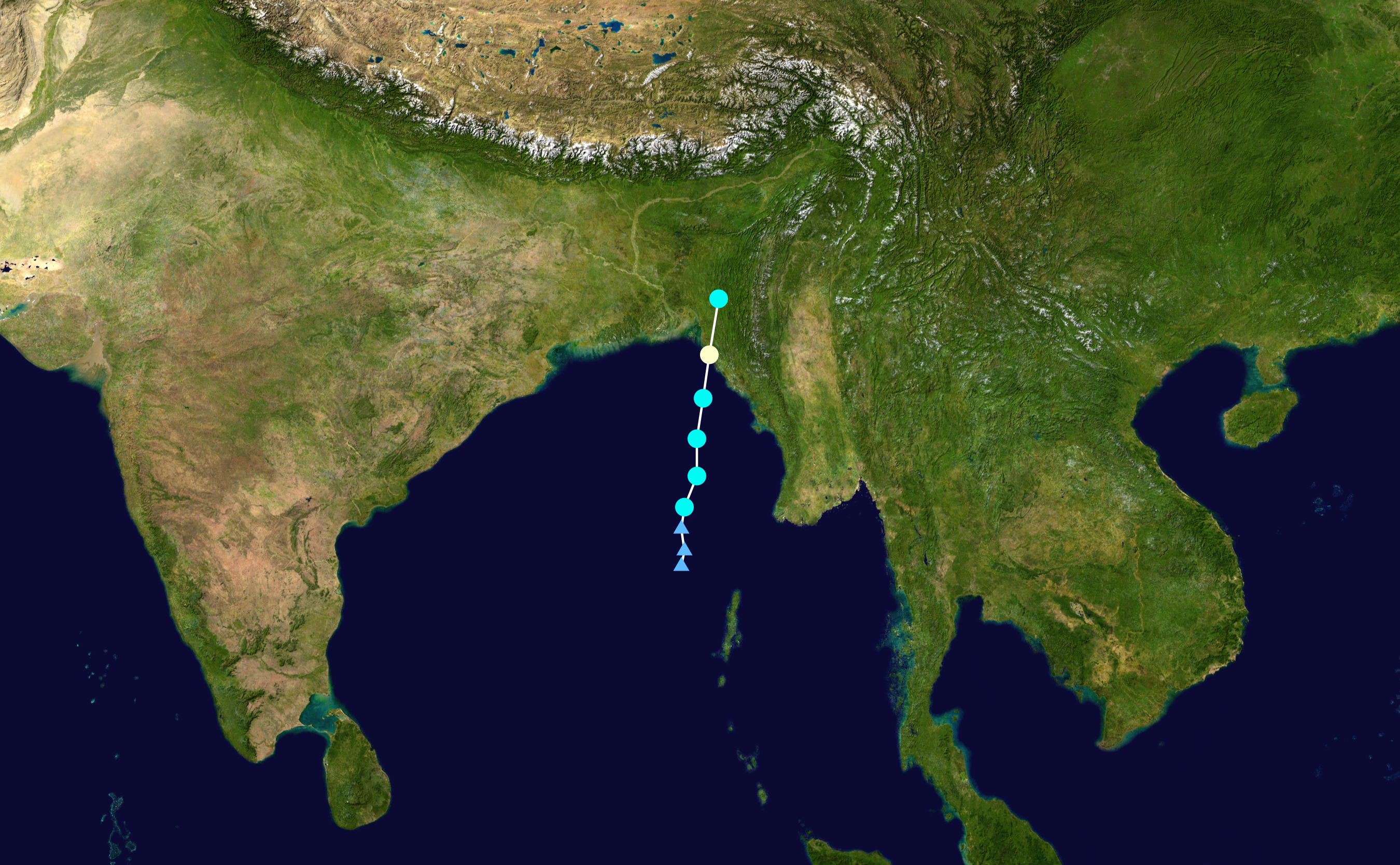
O caminho de Akash

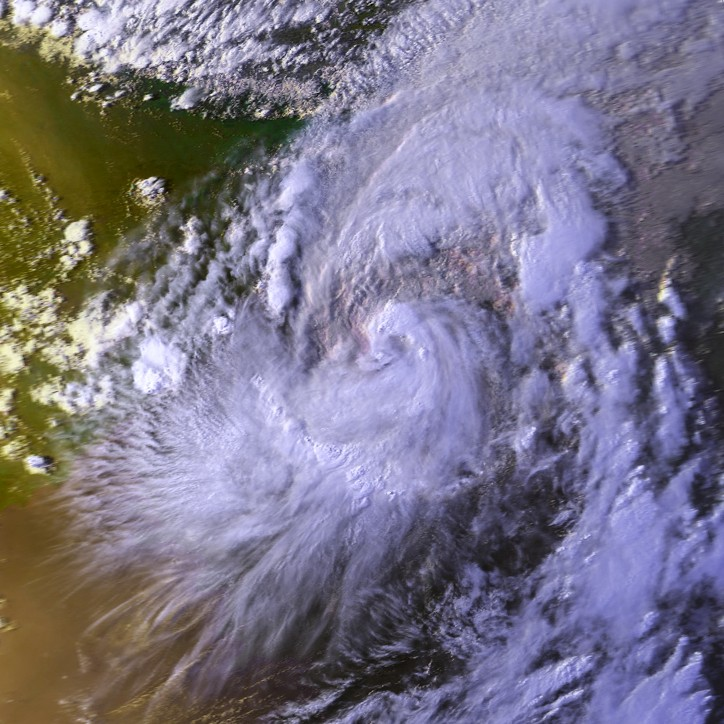
Imagens de satélite no canal visível de Akash

Durante a segunda semana de maio, áreas de baixa pressão persistiam sobre o Golfo de Bengala. Uma área de convecção de ar formou-se em 11 de Maio e no dia seguinte, o Departamento Meteorológico da Índia (DMI) classificou o sistema como uma depressão. O sistema seguiu para o norte e inicialmente ventos de cisalhamento deixaram as áreas de convecção profunda na periferia da circulação ciclônica de baixos níveis em consolidação. Gradualmente, bandas de tempestade destacadas formaram-se no semicírculo leste da circulação ciclônica do sistema. Os ventos de cisalhamento diminuíram e permitiram o desenvolvimento do sistema. Em 13 de Maio, a pressão atmosférica no interior do sistema tinha caído para 1000 mbar assim que os ventos de cisalhamento tinham diminuído significativamente. Um anticiclone formou-se sobre o sistema enquanto um cavado de médios níveis sobre o nordeste da Índia provia fluxos externos. As áreas de convecção continuaram a se consolidar em volta da circulação ciclônica de superfície. O sistema apresentava bandas de tempestade destacadas bem definidas e uma área nublada densa central sobre o centro da circulação ciclônica. Com isso, o Joint Typhoon Warning Center (JTWC) classificou o sistema como o ciclone tropical "01B" por volta das 11:20 UTC de 13 de maio enquanto o sistema estava localizado a cerca de 545 km a oeste-noroeste de Yangon, Mianmar.
Depois de ter sido classificado, o sistema seguiu firmemente para norte devido a uma quebra numa crista de médios níveis. No começo de 14 de maio, o DMI classificou a depressão como uma depressão profunda e seis horas depois classificou a depressão profunda como a tempestade ciclônica "Akash" depois de alcançar a intensidade com ventos constantes (3 minutos sustentados) de 65 km/h. Akash continuou a se organizar, com as áreas de convecção profunda envolvendo totalmente o centro da circulação ciclônica de superfície. Um olho começou a se formar assim que a tempestade se aproximava da costa e às 18:00 UTC de 14 de maio, o JTWC estimou ventos constantes (1 minuto sustentado) de 120 km/h. Oficialmente, Akash alcançou o pico de intensidade com ventos constantes (3 minutos sustentados) de 85 km/h, com uma pressão atmosférica mínima central de 988 mbar. Além do mais, meteorologistas em Mianmar disseram que Akash alcançou a sua força máxima com ventos de 160 km/h. Assim que Akash começou a interagir com ventos de médios níveis orientais, o ciclone começou a se tornar um ciclone extratropical. Pouco depois de atingir o pico de intensidade, Akash atingiu a costa do Bangladesh a 115 km ao sul da cidade de Chittagong. A tempestade enfraqueceu-se rapidamente assim que continuava sobre terra e no começo da madrugada de 15 de Maio, o DMI emitiu seu último aviso sobre o sistema. pouco depois, o JTWC fez o mesmo.

## Preparativos
Em sua previsão de tempo tropical diário, o Departamento Meteorológico da Índia (DMI) avisou aos pescadores nas Ilhas Nicobar e Andaman a não irem ao mar aberto devido às ondas fortes previstas antecipadamente. Depois de se aproximar da costa de Bangladesh, as autoridades cancelaram todos os vôos do Aeroporto Internacional de Shah Amanat. Além do mais, as autoridades do porto da cidade trabalharam para proteger os navios de carga da tempestade. O porto também ficou fechado por aproximadamente 19 horas. Preparando-se para a chegada de Akash, as autoridades avisaram a população costeira a saírem da costa. Cerca de 80.000 pessoas deixaram suas residências e procuraram abrigos. Cerca de 40.000 voluntários da cruz vermelha foram preparados para ajudar àqueles potencialmente afetados.

## Impactos
O Departamento Meteorológico da Índia (DMI) estimou que ventos de 45–55 km/h afetaram as Ilhas Andaman e Nicobar. Não houve registros de danos nestas ilhas. Em Sittwe, Mianmar, a tempestade produziu uma maré de tempestade de cerca de 3 m, que inundou áreas costeiras da região.
Em Chittagong, Bangladesh, cerca de 115 km ao norte do ponto em que Akash atingiu a costa, estações meteorológicas registraram ventos de 37 km/h de uma pressão atmosférica de 996,8 mbar. Perto de onde Akash atingiu a costa, o ciclone produziu fortes marés ciclônicas que inundaram áreas costeiras com mais de 1,5 m de água. destruído pelo menos 30 construções. O ciclone destruiu 205 casas e deixou outras 845 danificadas. akash destruiu moderadamente áreas de cultivo perto da costa. Cerca de 2 hectares de áreas de criação de caranguejos foram destruídos. Chuvas torrenciais foram registradas, sendo que uma estação meteorológica registrou 53 mm de chuva. A alta precipitação causou inundações em algumas áreas. As bandas de tempestade externas de Akash causaram a paralisação de uma partida de críquete entre as seleções da Índia e do Bangladesh O terceiro jogo entre as duas seleções foi cancelada devido às más condições do tempo. Os ventos fortes causaram a interrupção do fornecimento de eletricidade no Distrito de Cox's Bazar. Os ventos também derrubaram cerca de 200 árvores ba Ilha de Saint Martin. Duas pessoas tiveram que ser hospitalizadas.
A passagem do ciclone Akash deixou muitas pessoas desabrigadas.